# Konsumgenossenschaft Vorwärts (Barmen)

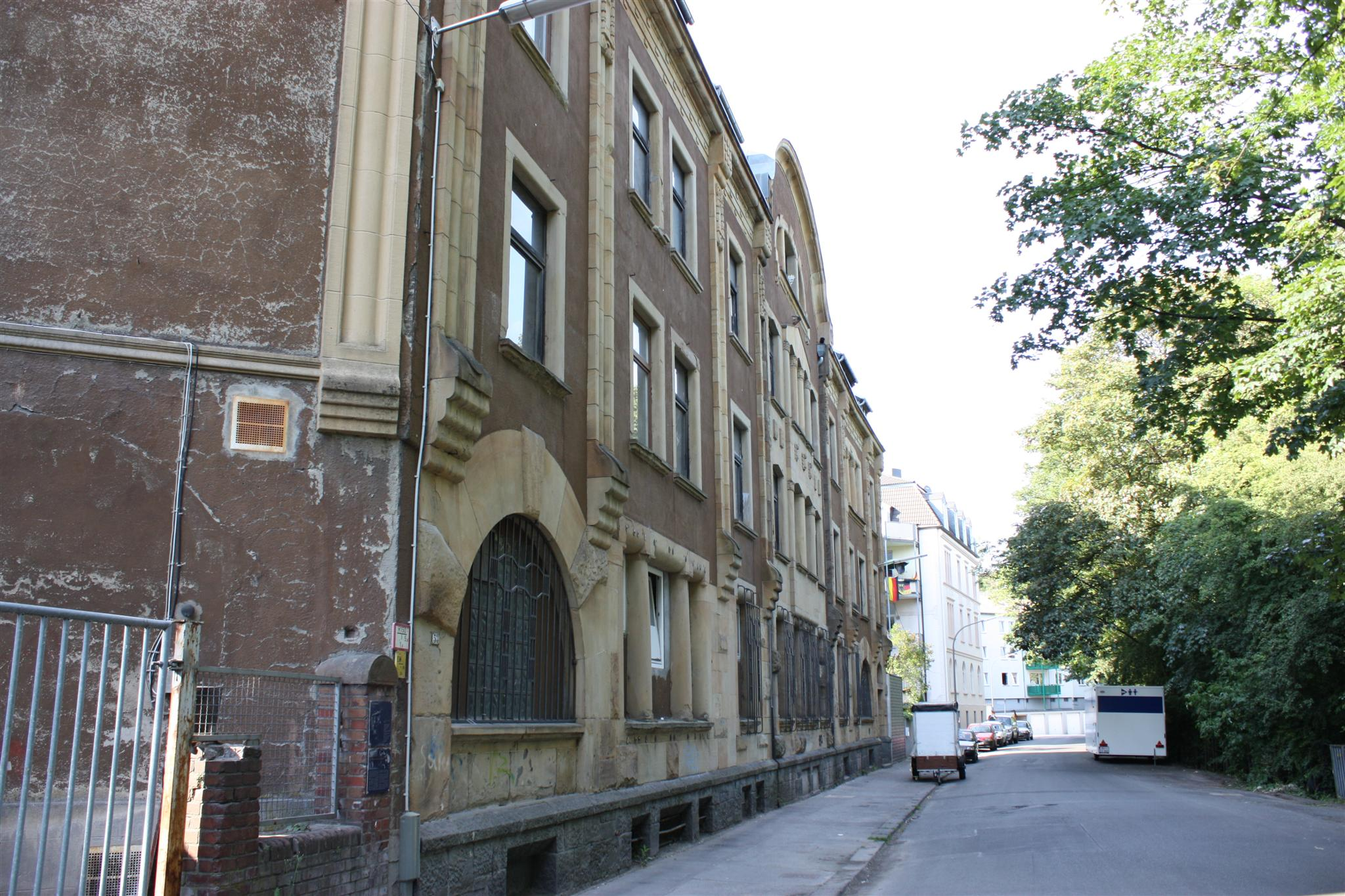
Hauptgebäude in der Münzstraße

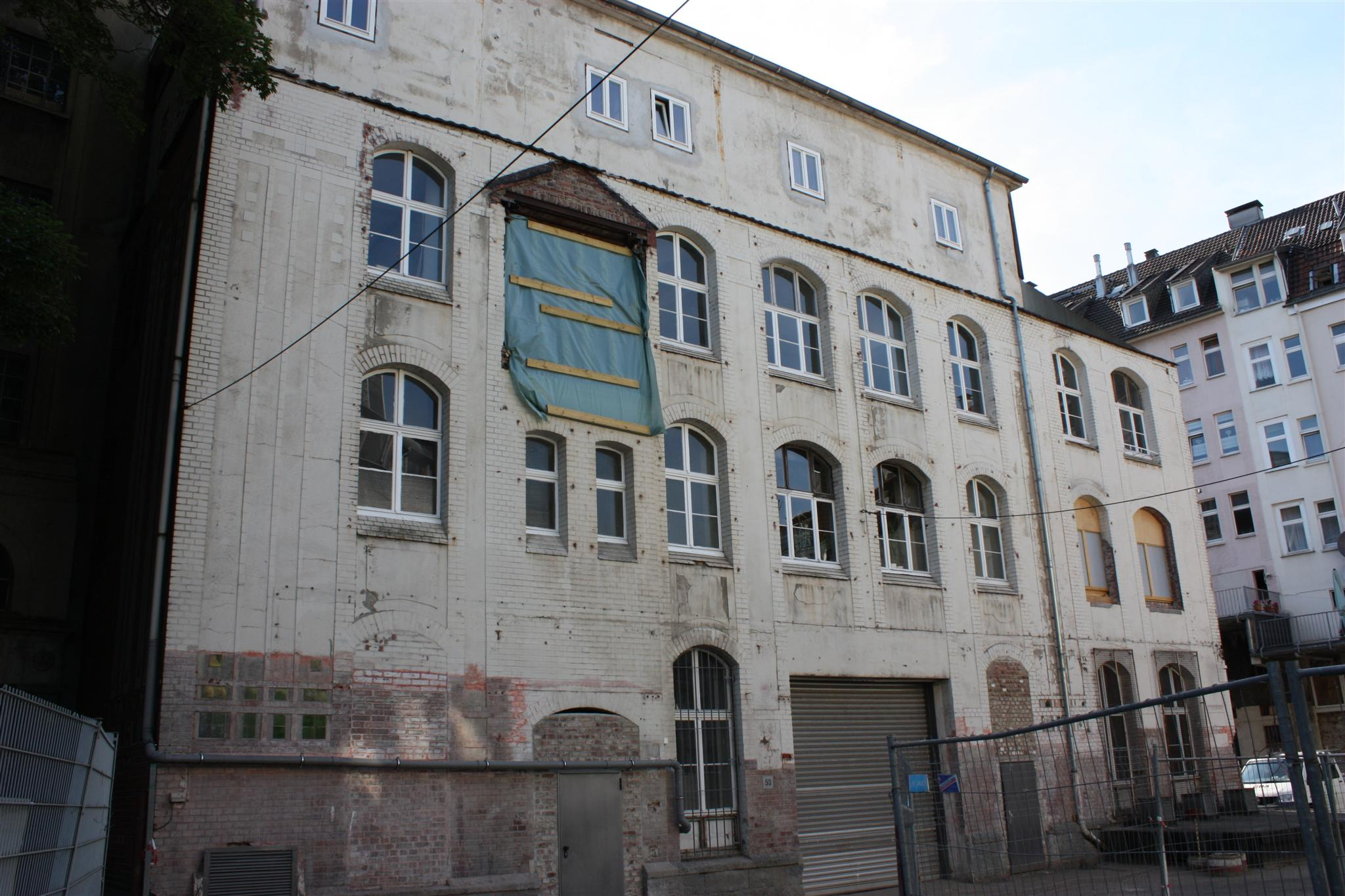
Gebäudeteil im Hof der Münzstraße

Die Konsumgenossenschaft Vorwärts wurde 1899 in Barmen, heute ein Stadtteil von Wuppertal, gegründet. Die Konsumgenossenschaft hatte zunächst bei der Gründung 45 Familien als Mitglieder.

## Geschichte
Im Jahre 1904 wurde das Gelände nördlich des Bahnhofs Heubruch in der Münzstraße am Sedansberg erworben; zu dieser Zeit hatte die Genossenschaft schon 3800 Mitglieder. Das Hauptgebäude der Konsumgenossenschaft an der Münzstraße entstand von 1905 bis 1908, doch wenige Jahre später reichten die Kapazitäten der Bäckerei und der Zentrale nicht mehr aus.
Karl Eberle übernahm 1907 die Führung der Genossenschaft und erreichte, dass die Zahl der Mitglieder im Jahr 1912 auf 14.000 stieg. Im Laufe der Zeit wurde das Gelände an der Münzstraße ständig erweitert. Herzstück der Anlage war eine hochrationelle Brotfabrik mit unterirdischer Bahnanbindung.

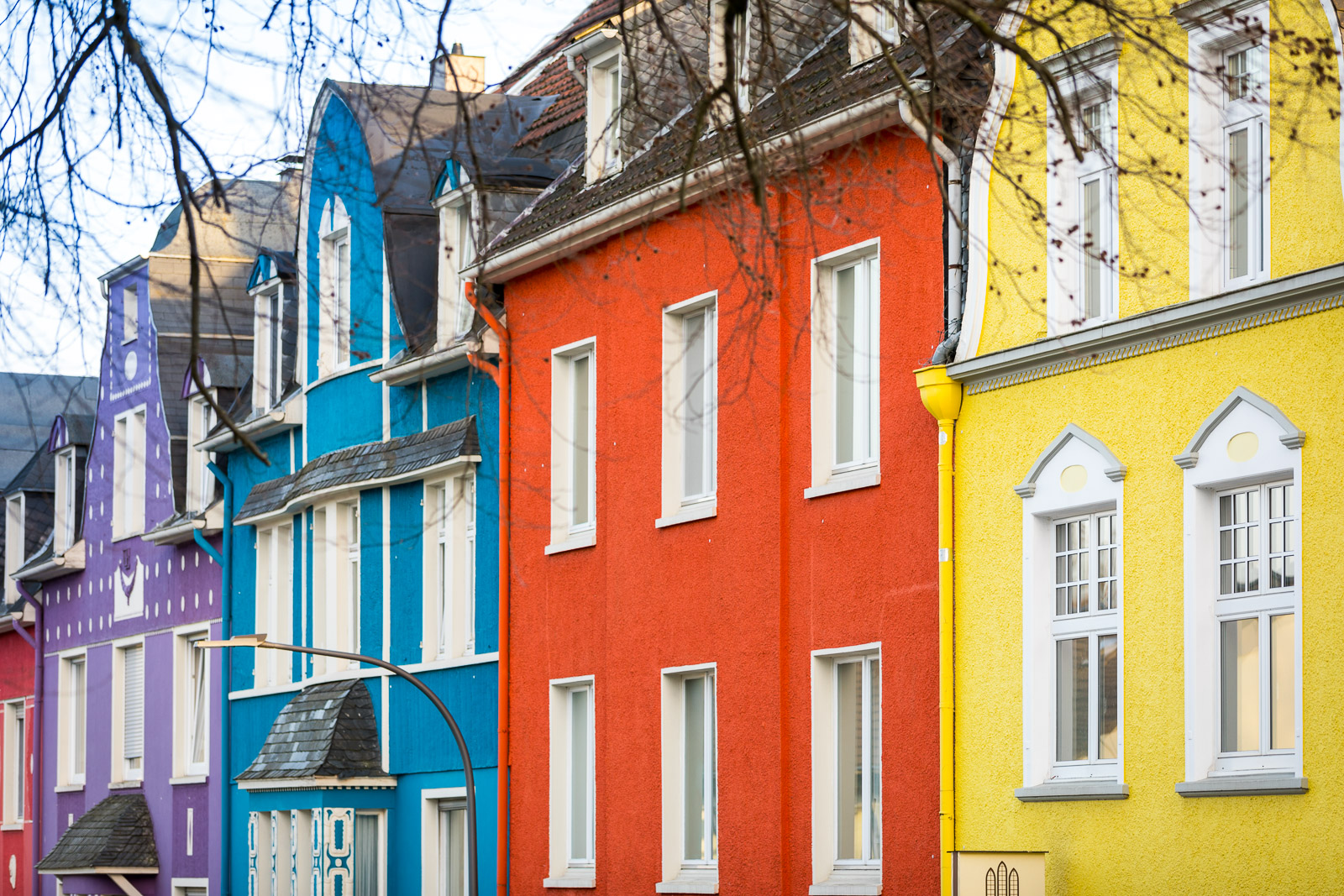
Bunte Häuser in der Elsternstraße Wuppertal, Konsumgenossenschaft Vorwärts

Angrenzend an die Münzstraße wurden in der Elsternstraße 1910 fünf Wohnhäuser für die Mitarbeiter und Mitglieder der Konsumgenossenschaft gebaut. Die bunten Häuser werden heute als Mietwohnungen genutzt.
In der Zeit des Ersten Weltkrieges wurden Pferde und Fuhrwerke konfisziert sowie zwei der drei Lastkraftwagen für das Militär requiriert. Bei der Verknappung der Lebensmittel und der anschließenden Einführung von Lebensmittelkarten trugen sich 27 Prozent der Barmer Bürger in die Kundenlisten der Genossenschaft ein. Zeitweise wurden bis zu 50.000 Brote täglich produziert.
Im Jahr 1924 schlossen sich die drei großen Konsumgenossenschaften der Region – Vorwärts in Barmen, Hoffnung in Velbert und Befreiung in Elberfeld – unter dem Namen Konsum- und Produktionsgenossenschaft Vorwärts-Befreiung zusammen. Zu dieser Zeit hatte die Konsumgenossenschaft Vorwärts 33.368 Mitglieder und 66 Verteilstellen und stellte damit den größten Anteil der Fusion. Mit knapp 50.000 Mitgliedern und 800 Beschäftigten gehörte die Konsumgenossenschaft Vorwärts-Befreiung damals zu den größten Konsumgenossenschaften in Deutschland. Im Jahre 1946 war Karl Eberle wieder am Neuaufbau der Konsumgenossenschaft Konsum Wuppertal beteiligt.
Im Gebäude der ehemaligen Konsumgenossenschaft Vorwärts, Münzstraße 51–53, ist eine Dauerausstellung Konsumgenossenschaften im Rheinland zu besichtigen.

## Denkmalschutz
Das Gebäudeensemble an der Münzstraße wurde am 19. April 2000 als Baudenkmal anerkannt und in die Denkmalliste der Stadt Wuppertal eingetragen. Es wird vom Förderverein Konsumgenossenschaft Vorwärts Münzstraße e. V. betreut.